# Медушевський Андрій Петрович
Медушевський Андрій Петрович (9 (22) вересня 1902 — 22 грудня 1977) — мовознавець і педагог, фахівець з методики викладання української мови, доктор педагогічних наук, професор.

## Біографія
Народився 22 вересня 1902 р. в с. Дахнівці Черкаського району Черкаської області, тепер у складі м. Черкаси. У 1920—1921 рр. — навчання в Черкській учительській семінарії. У 1921—1923 рр. — навчання в Черкаській педагогічній школі. У 1923—1925 рр. — навчання на вищих педагогічних курсах. Кілька років учителював у сільських школах Черкащини. У 1929—1932 рр. — навчання на мовно-літературному факультеті Київського інституту соціального виховання. У 1933—1934 рр. — інспектор відділу кадрів Київського облвно. У 1934—1937 рр. — завідувач навчальної частини, викладач мови та літератури педагогічного технікуму. У 1934—1938 рр. — начальник кафедри, старший викладач української школи міліції в Києві. У 1938—1941 рр. — навчання в аспірантурі мовно-літературного факультету Київського педагогічного інституту ім. О. М. Горького. У 1941—1946 рр. — участь в Другій світовій війні та служба в армії — брав участь в обороні Києва, потрапив у полон. Після звільнення окупованої території поновлений в офіцерському званні, брав участь у визволенні України, боях проти Німеччини та Японії. Демобілізований у березні 1946 р. у званні старшого лейтенанта. У 1946—1950 рр. — викладач кафедри української мови Київського державного педагогічного інституту ім. О. М. Горького. У 1949 р. — захист кандидатської дисертації, присвоєно звання кандидата педагогічних наук. У 1950—1975 рр. — завідувач кафедри української мови КДПУ ім. О. М. Горького. 1953 р. — доцент кафедри української мови КДПУ ім. О. М. Горького. 1964 р. — професор кафедри української мови КДПУ ім. О. М. Горького. Помер 23 грудня 1977 р.

## Наукова діяльність
Наукова діяльність А. П. Медушевського присвячена методиці навчання української літературної мови в середній та вищій школі. Досліджував проблему викладання фонетики і граматики в школі, створив систему уроків мови, що охоплює курси фонетики, граматики, орфографії, пунктуації та орфоепії, висвітлював досвід опрацювання з учнями теми про складносурядні речення тощо. Проводив науково-організаційну роботу: він був членом експертних комісій з мовознавства і методики мови при Міністерстві народної освіти та Міністерстві вищої і середньої спеціальної освіти УРСР, членом редакційних колегій журналів «Мовознавство», «Українська мова та література в школі», членом редакційної ради видавництва «Радянська школа», головою вченої ради із присудженню вчених ступенів в КДПУ імені М. О. Горького та членом інших учених рад.
- 1949 р. — захист кандидатської дисертації на тему: «Синтаксис складного речення в середній школі»
- 1963 р. — захист докторської дисертації на тему: «Викладання фонетики і граматики у восьмирічній школі».

## Нагороди
орден «Червоної Зірки», медаль «За відвагу», медаль «За перемогу над Японією», медаль «За перемогу над Німеччиною», медаль А. С. Макаренка.

## Вибрані праці
- «Синтаксис складного речення української мови: конспект з методказівками для студентів-заочників факультетів мови і літератури педагогічних і вчительських інститутів». Київ: Радянська школа, 1948. 52 с. ;
- "Матеріали до вивчення української мови: граматичний розбір для самостійних занять зочників педагогічних училищ. Київ: Радянська школа, 1949. 56 с. ; «Примірні уроки з граматики: синтаксис складного речення». Київ: Радянська школа, 1953. 156 с. ;
- «Методичні розробки з граматики української мови: синтаксис простого речення». Київ: Радянська школа, 1954. 164 с. ;
- «Українська мова: підручник для середньої школи з українською мовою викладання для 6-го і 7-го класів. Частина 2: Синтаксис». Київ: Радянська школа, 1957. 260 с. (у співавторстві М. К. Тищенко) ;
- «Курс сучасної української літературної мови: синтаксис простого речення: посібник для студентів-зочників педагогічних інститутів». Київ: Радянська школа, 1959. 114 с. ; «Уроки з української мови в середній школі: синтаксис». Київ: Радянська школа, 1959. 298 с. ;
- «Українська мова. Ч. 2.: Синтаксис. Підручник для 6-7 класів». Київ: Радянська школа, 1960 192 с (у співавторстві М. К. Тищенко) ; «Граматика української мови: для українців, що живуть за межами Радянського Союзу, та іноземців, які вивчають українську мову». Київ: Радянська школа, 1961. 212 с. (у співавторстві Р. Г. Зятківська) ;
- «Викладання фонетики і морфології української мови у восьмирічній школі: посібник». Київ: Радянська школа, 1962. 320 с. ;
- "Українська мова. Програма для студентів педагогічних інститутів: спеціальність «Російська мова і література». Київ: Вища школа, 1971. 24 с. (у співавторстві М. Я. Плющ) ;
- «Таблиці з української мови». Київ: Вища школа, 1972. — 25 с. (у співавторстві В. В. Лобода) ;
- «Методичні вказівки до таблиць з української мови: морфологія». Київ: Вища школа, 1972. 37 с. (у співавторстві з В. В. Лобода) ; «Сучасна українська літературна мова: фонетика, фонологія, графіка й орфографія. Методичні вказівки до таблиць». Київ: Вища школа, 1972. 24 с. (у співавторстві з В. В. Лобода);
- "Сучасна українська літературна мова: підручник для студентів російських відділів філологічних факультетів педагогічних інститутів. Київ: Вища школа, 1975. 400 с. (у співавторстві В. В. Лобода, Л. М. Марченко, М. Я. Плющ);
- «Сучасна українська літературна мова: синтаксис». Київ: Вища школа, 1978. 112 с. (у співавторстві В. В. Лобода) ; «Українська мова 7-й клас: пробний підручник». Київ: Радянська школа, 1973. 126 с. (у піваторстві М. К. Тищенко) ;
- «Українська мова 8-й клас: експериментальний підручник». Київ: Радянська школа, 1973 136 с.
- «Сучасна українська мова. Лексика і фразеологія: консультації і контрольно-тренувальні вправи». Київ: Вища школа, 1975. 75 с. (у співавторстві А. Д. Очеретний) ;
- «Таблиці з української мови: морфологія 25 таблиць з методичними вказівками до них». Київ: Вища школа, 1975. 37 с. (у співавторстві В. В. Лобода) ;
- «Українська мова: підручник для 7-8 класів». Київ: Радянська школа, 1978. 208 с. (успівавторстві П. С. Дудик) ;
- «Сучасна українська літературна мова. Синтаксис: навчально-практичний наочний посібник». Київ: Вища школа, 1978. 54 с. ;
- «Українська мова: підручник для 8-9 класів». Київ: Радянська школа, 1991. 208 с. (у співавторстві П. С. Дудик);
- «Рідна мова: підручник для 8-9 кл». Київ: Освіта, 1993. 240 с. (у співавторстві П. С. Дудик).